# Войцех Жукровський
Во́йцех Жукро́вський (14 квітня 1916, Краків, Польща — 26 серпня 2000, Варшава, Польща) — польський прозаїк, поет, репортер, есеїст, літературознавець, кіносценарист, народний депутат Польської Народної Республіки 6, 7, 8 і 9 скликань. Будівельник Польської Народної Республіки.

## Біографія
У 1936 році закінчив Прушківську гімназію Зана. Того ж року він дебютував у «Kuźni Młodych» як прозаїк і журналіст. Військову службу проходив у Володимирі. У 1937 році він розпочав навчання на юридичному факультеті Ягеллонського університету, відповідно до побажань свого батька, юриста та економіста, але 1938 року перейшов на гуманітарний факультет Ягеллонського університету для вивчення полоністики. Після початку війни продовжив навчання в секретних класах. Після війни він закінчив польську філологію у Вроцлавському університеті. Він написав магістерську дисертацію під керівництвом професора Тадеуша Мікульського (назва дипломної роботи: «Спроба систематизувати побудову схем бойових образів»). Дебютував як поет у 1941 році в підпільній «Miesięcznik Literacki», яка видала його збірку віршів під назвою Rdza. Окрім романів, оповідань та поезій Войцех Жукровський також писав сценарії та діалоги до фільмів (наприклад, з «Вогнем і мечем» або «Потопом» Генрика Сенкевича).
Він був учасником вересневої кампанії. Був поранений у битві під Рожаном 1939 року. Під час окупації належав до підпільної організації «Унія». Він був офіцером Армії Крайової — воював у групі «Жельбет» як командир. Культурний підпільник. У 1939—1945 роках працював на кар'єрах у Закшовеку в Кракові. Разом з Каролем Войтилою вони працювали в кар'єрі Солвей. Дружба з майбутнім папою тривала до смерті письменника. Войцех Жукровський був на вході Івана Павла II у Рим. Вони вели жваве листування. Останній лист Івана Павла II опублікований у спогадах про письменника, опублікованих у 2008 році: Войцех Жукровський у спогадах його дочки та друзів. Під час похорону у Повонзькому у Варшаві тодішній президент Польського народного союзу Петро Кунцевич прочитав телеграму, надіслану йому Папою Іваном Павлом ІІ.
У 1945—1947 роках, будучи офіцером Польської народної армії, він командував 4 -м незалежним моторним батальйоном — спеціальним підрозділом у розпорядженні катовіцького воєводи генерала Олександра Завадзького. Вигадану версію подій цього періоду представив Жукровський у своєму романі «Skąpani w ogniu» (1961). Після розкриття минулого Армії Крайової він був виключений з армії і понижений у посаді. 1947 року разом із дружиною, з якою одружився 1945 року, переїхав до Вроцлава. 1951 року він переїхав до Варшави, до Марієнштату, який був відновлений після війни. У 1953—1954 роках перебував у В'єтнамі та Китаї як військовий кореспондент.
У період 1953—1956 рр. Його книги входили до списку як католицькі та представляли буржуазні тенденції. «Викрадення в Тютютірлістані» та «Перо Фламінго» не було перевидано.
У 1956—1959 роках він працював радником у посольстві Польської Народної Республіки в Нью-Делі, Індія. Він виклав це перебування у вигаданій манері в політичному романі «Кам'яні скрижалі» та гумористичних оповіданнях «Блукаючи з моїм гуру». У 1961 році він був у Лаосі. Результатом перебування є звіт під назвою «У царстві мільйона слонів».
Він був давнім оглядачем щомісячника «Widnokręgi», рецензентом та коментатором двотижневика «Нові книги», він також публікувався у тижневику «Świat». Він був активістом Польського комітету миру, у 1982—1988 роках головою польської секції IBBY (Міжнародної ради книг для молоді). У 1986—1989 роках був президентом Спілки письменників Польщі, членом ПЕН-клубу.
У 1964 році він підписав лист польських письменників, які протестували проти листа 34, висловлюючи свій протест проти організованої кампанії у західній пресі та проти диверсійної радіостанції «Вільна Європа». У 1968 році член Національного комітету Фронту національної єдності та Почесного комітету святкування 500-річчя від дня народження Миколая Коперника.
У 1972—1989 роках він був депутатом Сейму від Хожувського виборчого округу (безпартійний). У 1983—1989 роках був головою Національної ради Товариства польсько-радянської дружби. Багаторічний член Вищої ради ветеранської організації ZBoWiD. У 1983 році він також став членом Національної ради PRON. У 1985 році він був призначений до Президії Вищої ради ZBoWiD. У 1988—1990 роках був членом Ради захисту пам'яті про боротьбу та мучеництво. Він також був членом Національного Грюнвальдського комітету (1986—1989), членом Соціального комітету з оновлення старого міста Замостя (1986—1988) та членом президії Громадської ради з питань спорудження пам'ятника лікарні польського центру здоров'я матері (1983—1988 рр.).
Він ніколи не мав роботи, за винятком короткого періоду в АЛ (що розмило його минуле в Армії Крайової і врятувало його від ув'язнення) та роботи в посольстві в Нью-Делі в 1956—1959 роках.
У 1981 році він однозначно та публічно підтримав генерала Войцеха Ярузельського та запровадження воєнного стану. У колах варшавської інтелігенції «Солідарність» були організовані акції протесту і його книги повернули Войцеху Жукровському.

## Особисте життя
З вересня 1945 року був одружений з Марією, уродженою Вольтерсдорф. Його донькою є Катажина Жукровська — економіст, політолог, спеціаліст із міжнародних відносин. Його цікавили різні теми, починаючи від історії мистецтва, закінчуючи філософією, до есе, біографій, дивовижних історій, поезії, романів. Він з цікавістю читав про нові відкриття в науці, особливо в природничих та медичних науках. Його цікавили паранормальні явища. На запитання про його захоплення він зазвичай відповідав: подорожі, хороші фільми, книги.
Оточення друзів та людей, ідеологічно близьких до поглядів Войцеха Жукровського, закономірно змінилося з його переселенням.
У Вроцлаві Войцех Жукровський познайомився з новими людьми. Цікаво, що вилучення не завадили йому зберегти дружбу з людьми з міст, які він «покинув». Він багато разів повертався до цих міст, навіть оселившись на постійній основі у Варшаві, і підтримував тісні, хоча не завжди регулярні, контакти зі своїми друзями. Про це свідчить його листування, в якому він коментує поточні політичні події, нові книги або розповідає про те, над чим зараз працює. У Вроцлаві група друзів Жукровського поповнилася новими людьми.
Під час варшавського періоду він дружив з Едмундом Яном Османьчиком та його дружиною Йолантою Клімович-Османчик, Вітольдом Баліцьким та його дружиною Реною, Ришардом Фрелеком (з яким він познайомився як молодий журналіст в Індії), Яном Лісом та його дружиною Данутою, поетом Яном Твардовським, Яном Щепанським, живописцями Тадеушом Кулісевичем та його дружиною Барбарою.
Він та його дружина поховані на цвинтарі Військові Повонзки у Варшаві. Він був пов'язаний з містами, в яких він жив: Краків, Вроцлав, Катовиці та Варшава, де він прожив найдовше.

## Думки про письменника та його творчість
Леслав Бартельський у публікації «Жукровський» (1970) представляє найважливіші твори, повну бібліографію та переклади прози В.  Жукровського. Зігмунт Лічняк представляє літературу Жукровського в наступних монографіях «Obrachunki z Współczesności» (1955) та «Навколо Войтки» (1963). Казімеж Вика писав про Жукровського у своїй книзі «Прикордоння роману» (1948), а Р. Матушевський у «Літературі після війни» (1950).
Стефан Мелковський підготував портрет письменника, який потім був надрукований у серії «Портрети сучасних польських письменників» Войцех Жукровський (1985).
Влодзімеж Маціонг у польській народній літературі 1944—1964 (1973) пише: Можна сказати, що Жукровський — це натураліст, якому прищеплено почуття гріха, його світ пишний і прекрасний, але він містить зерна гріха, від яких людина захищається своїм моральним кодексом. Буква цього кодексу змінювалася з роками, вона може містити як військовий обов'язок, так і суто релігійний обов'язок, або нарешті ідеологічний та політичний. Це доводить, що суть написання Жукровського не в моралі, воно служить лише для піднесення чарівності життя, яке за своєю природою є аморальним, а отже, гріховним.
Згідно з долею репресованих письменників, Жукровський свідчив у суді за Мельхіора Ваньковича під час кампанії проти нього після повернення з -за кордону. Стефан Кисілевський писав про це у своєму алфавіті «Кисієла». Його пам'ятає його давній друг Ян Твардовський. Войцех Жукровський був першим читачем і рецензентом своїх віршів. Вони були знайомі з 1940 -х років, коли Ян Твардовський ще був у семінарії. У біографії Івана Павла II Тад Шульц згадує дружбу між Каролем Войтилою та Войцехом
Жукровським під час окупації, коли вони обидва були в Кракові, навчалися на таємних курсах і працювали в кар'єрі в Солвеї. Войцех Жукровський був на вході Кароля Войтили. Вони листувалися між собою і зустрілися під час візитів Папи Івана Павла II до Польщі.

## Нагороди
- Орден будівельників Народної Польщі (1976, нагороджений на честь шістдесятиріччя від дня народження письменника)
- Орден Прапора Праці 1 -го ступеня (1964)
- Орден Прапора Праці 2 -го ступеня (1955)
- Офіцерський хрест ордена Республіки Полонія (1954)
- Лицарський хрест ордена Полонії Реститути (1953)
- Хрест доблесті (двічі)
- Медаль 40-річчя Народної Польщі (1984)
- Медаль 10-річчя Народної Польщі (1955)
- Орден Усмішки (1974, ідентифікаційний номер 110)
- Ювілейна медаль «Сорок років перемоги у Великій Вітчизняній війні 1941—1945 років» (СРСР, 1985)
- 1953 — державна премія 3 -го класу за роман «Дні Клекі»
- 1954 — нагорода міста Вроцлав
- 1955 — літературна премія П'єтзак за книгу «Дім без стін»
- 1961 — літературна премія 2 -го класу Міністра національної оборони за роман «Skąpani w ogniu»
- 1965 — нагорода першокласної команди Міністра культури і мистецтва за сценарії до фільмів
- 1967 — літературна премія П'єтзак за роман «Кам'яні скрижалі»
- 1969 — нагорода Міністра культури і мистецтва 1 класу
- 1969 — почесне членство в Товаристві польських студентів, Чикаго, штат Іллінойс
- 1976 — нагорода міста Варшави
- 1977 — премія прем'єр -міністра за твори для дітей та молоді
- 1978 — нагрудний знак Державної премії І ступеня за досягнення у житті
- 1988 — спеціальна нагорода Міністра національної оборони за життєві досягнення в літературі
- 1996 — Літературна премія Владислав Реймонт за працю всього свого життя (нагорода, надана Польською асоціацією ремісників)

## Створення
- 1943 — Іржа
- 1944 — М'яч агрусу
- 1946 р. — Викрадення людей у Тютюрлістані (для дітей; у 1976 р. Книгу було внесено до списку пошани IBBY)
- 1946 — З країни тиші (оповідання)
- 1947 — З пір'ям Фламінго, або збоченими історіями
- 1948 — рука батька
- 1948 — Вірші
- 1951 — Мудрі трави
- 1952 — Маленька дочка: (Розповіді про дітей та тварин)
- 1952 — Сонячне літо
- 1952 — Дні поразки
- 1953 — Мисливці за скарбами
- 1954 — У кар'єрі та інші оповідання
- 1954 — Будинок без стін. Щоденник перебування у В'єтнамі
- 1955 — багаття в джунглях. В'єтнамські казки та казки
- 1955 — Висадка на Кам'яному острові
- 1956 — Добірка оповідань
- 1957 — Мій друг слон
- 1957 — Кантата
- 1957 — Казки з гострими відчуттями
- 1958 — Крихти весільного торта
- 1961 — Купався у вогні (роман)
- 1961 — У царстві мільйона слонів (звіт про подорожі)
- 1964 — Сором'язливий наречений
- 1965 — Казки з Далекого Сходу
- 1966 — Кам'яні таблички
- 1967 — Щасливий (оповідання)
- 1968 — Ночі Аріадни
- 1969 — Лотна
- 1970 — пункт призначення Берлін
- 1972 — Добірка оповідань
- 1973 — Карамбол
- 1973 — У глибині дзеркала. Розповіді про письменників та книги
- 1976 — Пляж на Стиксі
- 1978 — Будьте обережні з Золотою Лисицею
- 1979 — «Біле запрошення» та інші оповідання
- 1980 — Запах собачого волосся (роман)
- 1983 — Історії з війни
- 1989 — Кам'яний пес. В'єтнамські казки
- 1989 — Бесіди про книги
- 1994 — Кам'яні столи (Muse) — перше видання без втручання цензури
- 1995 — За завісою темряви. Peekaboo
- 2000 — «Диявольський десяток»
- 2007 — Викрадення в Тютюрлістані, аудіокнига у форматі mp3, книга EZ, читання та спів Єжи Трели
- 2010 — Викрадення в Тютюрлістані, ілюстрації Павла Кладкевича
- 2012 — Кам'яні столи, аудіокнига у форматі mp3, Художнє агентство MTJ, читання Романа Фельчинського
- 2015 — Камінні скрижалі, Беллона * Альбатрос, перевидання
- 2015 — Викрадення в Тютютірлістані, аудіокнига mp3, Беллона, Майстри сцени читають перлини молодіжної та дитячої літератури. Читання Маріан Опанії
- 2016 — Кам'яні скрижалі, переклад Стефані Крафт, Видавництво: Paul Dry Books, Філадельфія

## Фільмографія
Сценарії:
- Лотна (1959)
- Купався у вогні (1963)
- Кольори бою (1964)
- Напрямок — Берлін (1968)
- Останні дні (1969)
- Перемога (1974)
- Потоп (1974)

Фільми за авторським романом:
- Запах собачого волосся (1982)
- Кам'яні таблички (1984)
- Викрадення в Тютютірлістана (1986)